# توم واتسون (لاعب كرة قدم أسترالية)
توم واتسون (بالإنجليزية: Tom Watson)‏ هو لاعب كرة قدم أسترالية أسترالي، ولد في 1874 في دنيدن في نيوزيلندا، وتوفي في 3 أغسطس 1936 في The Alfred Hospital ‏ في أستراليا.

## وصلات خارجية
- توم واتسون على موقع AustralianFootball.com (الإنجليزية)
- توم واتسون على موقع AFLtables.com (الإنجليزية)